# 瓦里塞拉
瓦里塞拉（義大利語：Varisella），是意大利都灵省的一个市镇。总面积22.44平方公里，人口822人，人口密度36.6人/平方公里（2009年）。ISTAT代码为001289。